# Oclusiva palatal sonora
La consonant oclusiva palatal sonora és un so que es representa amb el signe [ɟ] a l'AFI (una "j" tallada amb una barra horitzontal).
Està present a llengües com el txec, l'hongarès, el turc, el grec modern o el basc, entre d'altres.

## Característiques
- És una consonant perquè hi ha interrupció del pas de l'aire i és oclusiva perquè la interrupció és total
- És un so palatal, ja que la llengua puja fins a tocar la part central del paladar
- És un so sonor perquè hi ha vibració de les cordes vocals
- És un fonema pulmonar egressiu central, ja que l'aire surt dels pulmons i passa pel centre de la boca

## En català
En català, aquest so es troba present en algunes zones del subdialecte mallorquí, on és un dels quatre al·lòfons del fonema /g/. El context en què apareix és davant vocal anterior, [i], [e], [ə], [ɛ] o [a], en posició de no aproximantització, a paraules com guitarra, fanguer, guerra o gat. La seva presència no és comuna arreu de l'illa, sinó que només es troba en els mateixos pobles que presenten [c] com a al·lòfon de /k/.